# Louis de Visser
 (août 2025).
Si vous disposez d'ouvrages ou d'articles de référence ou si vous connaissez des sites web de qualité traitant du thème abordé ici, merci de compléter l'article en donnant les références utiles à sa vérifiabilité et en les liant à la section « Notes et références ».
 (août 2025).
La mise en forme du texte ne suit pas les recommandations de Wikipédia : il faut le « wikifier ».
Les points d'amélioration suivants sont les cas les plus fréquents. Le détail des points à revoir est peut-être précisé sur la page de discussion.
- Les titres sont pré-formatés par le logiciel. Ils ne sont ni en capitales, ni en gras.
- Le texte ne doit pas être écrit en capitales (les noms de famille non plus), ni en gras, ni en italique, ni en « petit »…
- Le gras n'est utilisé que pour surligner le titre de l'article dans l'introduction, une seule fois.
- L'italique est rarement utilisé : mots en langue étrangère, titres d'œuvres, noms de bateaux, etc.
- Les citations ne sont pas en italique mais en corps de texte normal. Elles sont entourées par des guillemets français : « et ».
- Les listes à puces sont à éviter, des paragraphes rédigés étant largement préférés. Les tableaux sont à réserver à la présentation de données structurées (résultats, etc.).
- Les appels de note de bas de page (petits chiffres en exposant, introduits par l'outil «  Source ») sont à placer entre la fin de phrase et le point final[comme ça].
- Les liens internes (vers d'autres articles de Wikipédia) sont à choisir avec parcimonie. Créez des liens vers des articles approfondissant le sujet. Les termes génériques sans rapport avec le sujet sont à éviter, ainsi que les répétitions de liens vers un même terme.
- Les liens externes sont à placer uniquement dans une section « Liens externes », à la fin de l'article. Ces liens sont à choisir avec parcimonie suivant les règles définies. Si un lien sert de source à l'article, son insertion dans le texte est à faire par les notes de bas de page.
- La présentation des références doit suivre les conventions bibliographiques. Il est recommandé d'utiliser les modèles {{Ouvrage}}, {{Chapitre}}, {{Article}}, {{Lien web}} et/ou {{Bibliographie}}. Le mode d'édition visuel peut mettre en forme automatiquement les références.
- Insérer une infobox (cadre d'informations à droite) n'est pas obligatoire pour parachever la mise en page.

Pour une aide détaillée, merci de consulter Aide:Wikification.
Si vous pensez que ces points ont été résolus, vous pouvez retirer ce bandeau et améliorer la mise en forme d'un autre article.
Louis Leonardus Hendrikus « Lou » de Visser (21 mai 1878 – 3 mai 1945) est un homme politique et militant communiste néerlandais.

## Biographie
Né dans une famille protestante fervente d'origine modeste, de Visser devient ouvrier dès son plus jeune âge et entre en politique en même temps.
De Visser fut l'un des fondateurs du journal De Tribune, organe officiel du nouveau Parti communiste des Pays-Bas (SDP), aile marxiste orthodoxe du Parti social-démocrate des travailleurs des Pays-Bas. En 1909, il démissionna du SDAP et adhéra à l'Association socialiste révolutionnaire (RSV) d'Henriette Roland Holst, qui participait à la Gauche de Zimmerwald. En 1916, la RSV et le SDP fusionnèrent et Visser devint propagandiste du nouveau parti. Ce parti fut rapidement rebaptisé Parti communiste des Pays-Bas. Lors des élections de 1918, il fut arrêté pour avoir mené une manifestation bruyante, mais fut rapidement libéré.
De Visser participa au troisième congrès de l'Internationale communiste. Après une crise au sein de la direction du parti concernant la politique syndicale, qui entraîna la démission de plusieurs membres du conseil d'administration, il devint président du PCN en 1925 et membre de la Chambre des représentants. Il fut également membre du conseil municipal de La Haye et des États de Hollande-Méridionale.
De Visser fut impliqué dans quelques altercations à la Chambre des représentants, notamment le jour du Prince 1934. Lui et deux membres de son parti furent violemment expulsés de la réunion conjointe du Sénat et de la Chambre des représentants par la police, pour avoir crié « Indies los van Holland » à l'entrée de la reine. Malgré des preuves telles que des vêtements ensanglantés, il fut nié que la police ait fait un usage excessif de la force.
En 1935, il fut remplacé par son jeune frère Ko Beuzemaker à la tête du parti, mais fut néanmoins élu membre du Comité exécutif du Komintern. Malgré sa popularité et son respect au sein du PCN, il fut démis de ses fonctions de direction en 1939. Il publia ses mémoires la même année.
En juin 1941, il fut arrêté par les forces d'occupation allemandes. Il résilia son mandat de député. Il fut incarcéré au camp de concentration de Neuengamme. De Visser fut tué lors du bombardement allié du SS Cap Arcona près de Lübeck, moins d'une semaine avant la capitulation de l'Allemagne.